# Жирарден, Лиз
Лиз Жирарден (фр. Lise Girardin; 15 февраля 1921 — 16 октября 2010) — швейцарский политик, член Свободной демократической партии Швейцарии (FDP). Стала первой женщиной, избранной на пост мэра Женевы и первой женщиной, избранной в Совет кантонов Швейцарии.

## Биография
Лиз Жирарден родилась 15 февраля 1921 года в Женеве. Она окончила Женевский университет и стала преподавательницей французского языка. В 1959 году она стала заместителем народного заседателя в суде Женевы. Затем, когда в 1960 году кантон Женева предоставил женщинам право голоса, Жирарден баллотировалась и выиграла выборы в Большой совет Женевы в 1961 году. В 1968 году она была избрана мэром города, и стала первой женщиной во всей Швейцарии, получившей этот пост. В дальнейшем она переизбиралась ещё на два срока: в 1972 и 1975 годах, оставаясь членом городского правительства Женевы до 1979 года.
После введения в 1971 году избирательного права женщин на федеральном уровне Жирарден стала первой женщиной, избранной в Совет кантонов Швейцарии, где она оставалась до 1975 года. Покинув Совет кантонов, она продолжала активно заниматься политикой. Она проработала ещё один срок в качестве мэра Женевы и участвовала в различных референдумах.
Жирарден умерла 16 октября 2010 года.